# Coenochilus obscuratus
Coenochilus obscuratus är en skalbaggsart som beskrevs av Leon Fairmaire 1887. Coenochilus obscuratus ingår i släktet Coenochilus och familjen Cetoniidae. Inga underarter finns listade i Catalogue of Life.